# Diuranato de sódio

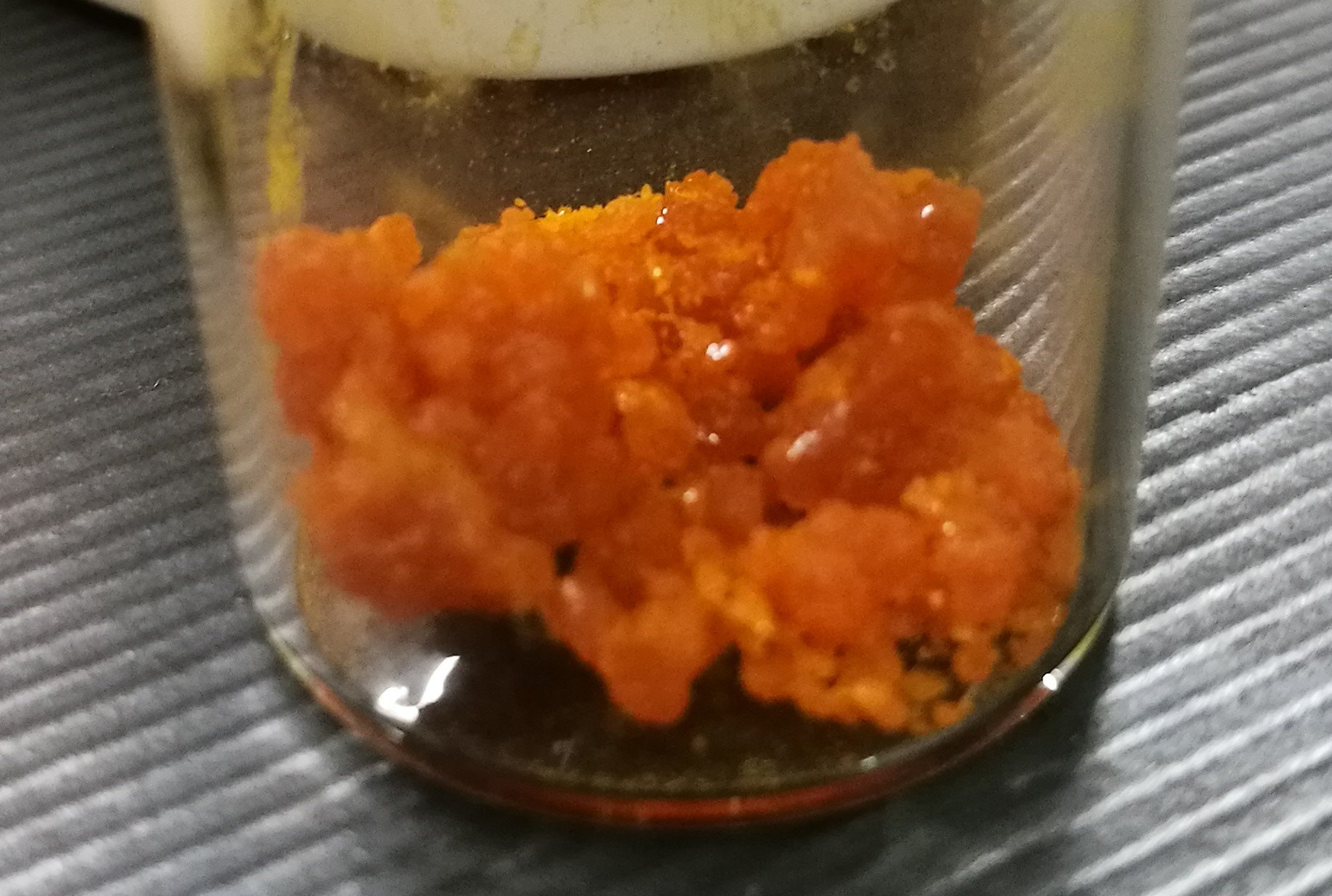
Diuranato de sódio

Diuranato de sódio, também conhecido como óxido amarelo de urânio, é um composto químico inorgânico com a fórmula química Na
2U
2O
7
. É um sal de sódio de um ânion diuranato. Forma um hexahidrato Na
2U
2O
7 · 6H2O
. Junto com o diuranato de amônio, era um componente dos primeiros bolos amarelos. A proporção dos dois compostos é determinada pelas condições do processo; no entanto, o bolo amarelo é agora em grande parte uma mistura de óxidos de urânio.

## Preparação
No procedimento clássico de extração de urânio, a uraninita é quebrada e misturada com ácidos sulfúrico e nítrico. O urânio se dissolve para formar sulfato de uranila e o carbonato de sódio é adicionado para precipitar impurezas. Se o urânio no minério estiver no estado de oxidação tetravalente, um oxidante é adicionado para oxidá-lo ao estado de oxidação hexavalente e, em seguida, hidróxido de sódio é adicionado para fazer o urânio precipitar como diuranato de sódio. O processo alcalino de moagem de minérios de urânio envolve a precipitação de uranato de sódio da solução de lixiviação grávida para produzir o produto semi-refinado conhecido como bolo amarelo.
Esses métodos mais antigos de extração de urânio de seus minérios de uraninita foram substituídos na prática atual por procedimentos como extração por solvente, troca iônica e métodos de volatilidade.

## Usos

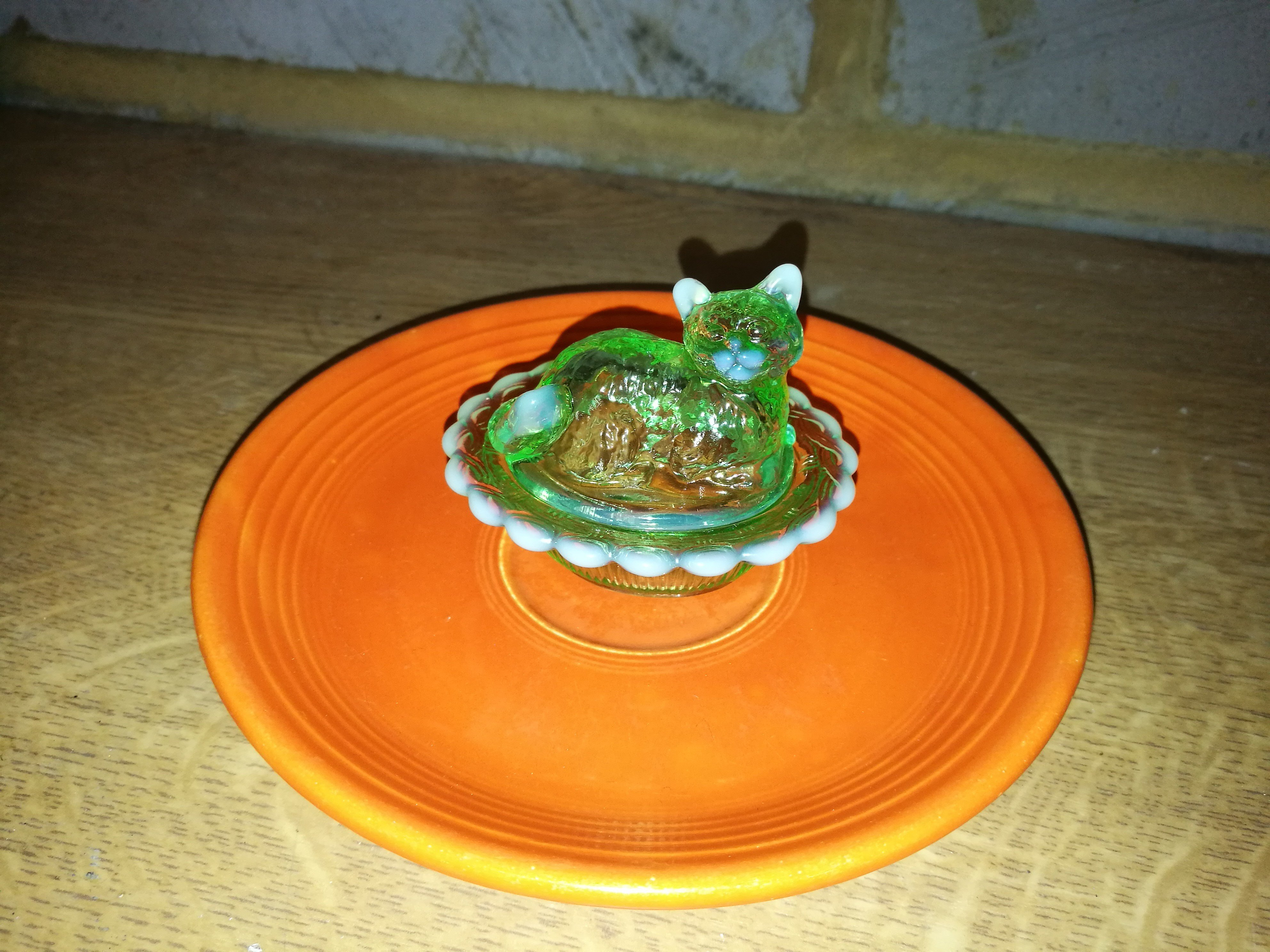
Uma tigela de vidro de urânio em forma de gato, sobre um prato de louça para festas, ambos usos anteriores do diuranato de sódio.

No passado, era amplamente utilizado para produzir vidro de urânio ou vidro de vaselina, o sal de sódio dissolvendo-se facilmente na matriz de sílica durante a queima da fusão inicial.
Também foi usado em dentaduras de porcelana para dar-lhes uma fluorescência semelhante à dos dentes naturais e já foi usado em cerâmica para produzir tons de marfim a amarelo em esmaltes. Foi adicionado a esses produtos como uma mistura com óxido de cério.